# Estadi Republicà Vazguèn Sargsian
L'Estadi Republicà Vazguèn Sargsian (en armeni Վազգեն Սարգսյանի անվան Հանրապետական Մարզադաշտ) o Estadi Hanrapetakan és un estadi situat al carrer 65 Vardanants de la ciutat d'Erevan, Armènia.

## Història
Fou construït entre els anys 1933 i 1935, renovat els anys 1953. 1999 i 2008. Fou anomenat Estadi Dinamo entre 1938 i 1999. Aquest any s'anomenà Estadi Republicà i a final d'any se li posà el nom del primer ministre d'Armènia mort assassinat Vazguèn Sargsian.
És la seu de la selecció de futbol d'Armènia i del club Ulisses FC.

## Galeria

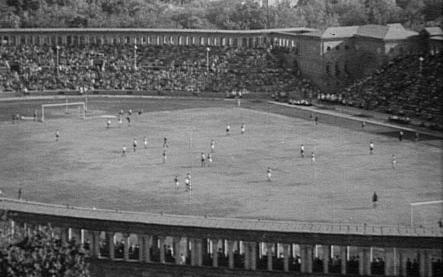
L'antic estadi Dinamo
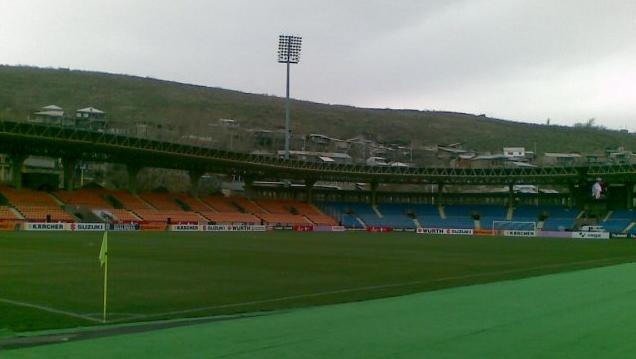
Després de la remodelació del 2008
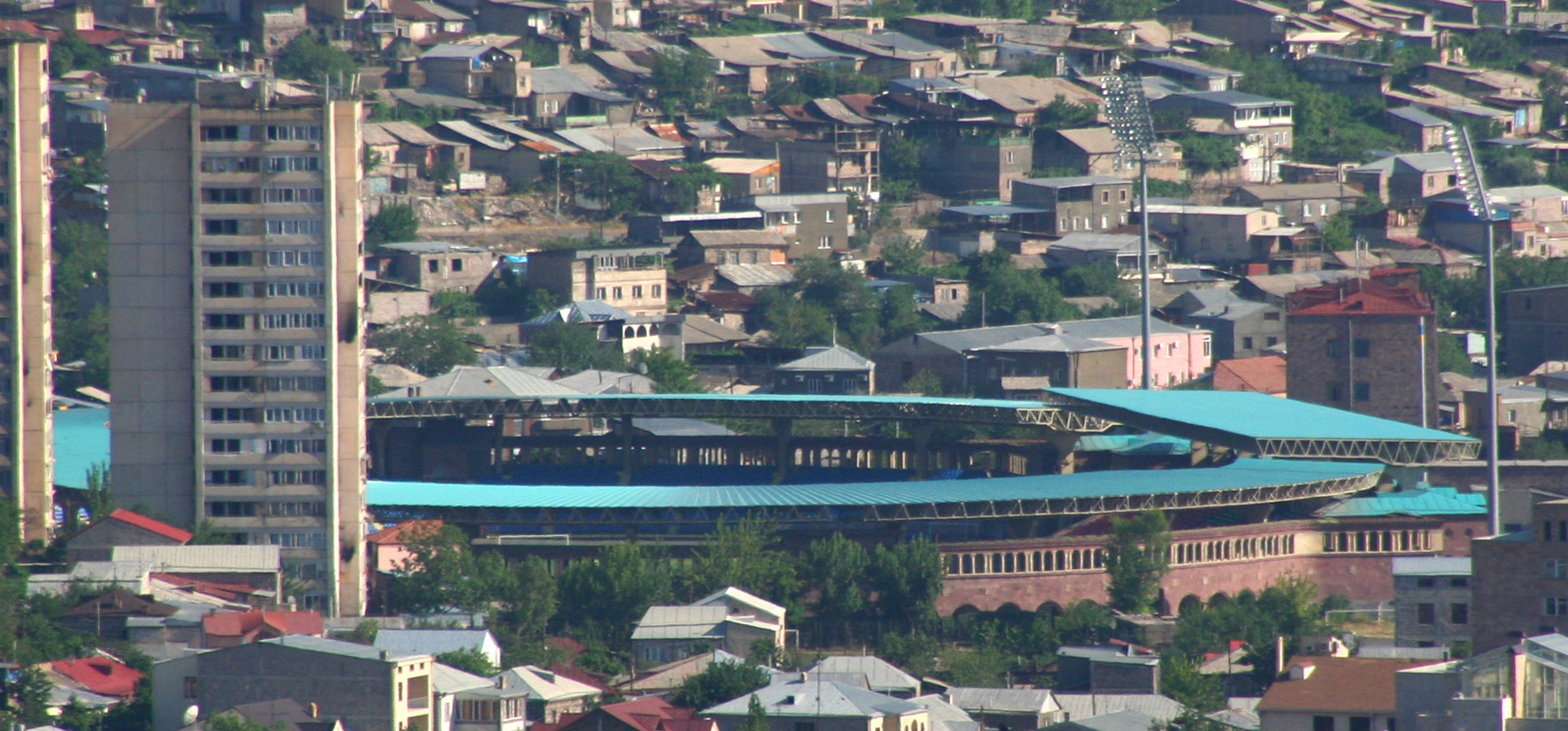
Vista externa